# 布盧拉皮茲城鎮區 (堪薩斯州馬歇爾縣)
布盧拉皮茲城鎮區（英語：Blue Rapids City Township）為美國堪薩斯州馬歇爾縣轄下的鎮區。2010年美国人口普查中此鎮區人口有1,116人。

## 地理
布盧拉皮茲城鎮區涵蓋總面積為93.2平方（35.98平方英里），其中陸地面積為92.0平方（35.52平方英里），水域面積為1.2平方（0.46平方英里）或1.28%。海拔高度375（1,230英尺）。

## 人口統計
根據2010年美國人口普查，布盧拉皮茲城鎮區人口有1,116人，其中男性有529人，女性有587人，人口密度為每平方公里11.98人，住房計507戶。鎮區內的白人有1,084人，非裔美國人有3人，美洲原住民有0人，亞裔美國人有11人，太平洋島裔美國人有0人，其他種族有8人，混血種族則有10人。此外鎮區內有17人為西班牙裔或拉丁裔美國人。此鎮區之年齡中位數為43.6歲，而男性年齡中位數為42.7歲，女性年齡中位數為44.2歲。

## 交通

### 主要公路
- 77號美國國道
- 9號堪薩斯州州道